# Tom MacInnes
Thomas Robert Edward MacInnes (29 ottobre 1867 – 11 febbraio 1951) è stato un poeta e scrittore canadese.

## Biografia
Nato nel 1867 a Dresden, una cittadina dell'Ontario, dal 1874 visse a New Westminster. Suo padre, Thomas Robert McInnes, fu senatore dal 1881 al 1897 e vicegovernatore della Columbia Britannica dal 1897 al 1900. Il giovane Tom MacInnes studiò a Toronto e si specializzò in giurisprudenza. Dopo alcuni incarichi amministrativi, divenne segretario personale di suo padre dal 1898 al 1900. 
Tra il 1916 ed il 1927 andò spesso in Cina per affari. Al suo ritorno in Canada diede alle stampe un libro basato su alcuni articoli sulla propria esperienza cinese, precedentemente pubblicati. Il testo, intitolato Oriental Occupation of British Columbia, è controverso poiché è stato interpretato sia in chiave xenofoba sia nell'esatto opposto, come una denuncia dei pregiudizi contro gli orientali.
Negli anni trenta MacInnes aderì all'Unione Canadese dei Fascisti. Divenne un importante esponente del fascismo canadese e, in seguito, fondò la Lega Nazionalista del Canada (Nationalist League of Canada).
L'opera poetica di MacInnes fu molto popolare nel Canada del primo Novecento. Il suo primo lavoro pubblicato, A Romance of the Lost, ebbe come tema la cosiddetta "Corsa all'oro del Klondike". L'ultima sua opera risale al 1947 e s'intitola In the Old of My Age.
Morì a Vancouver nel 1951.

## Opere

### Poesia
- A Romance of the Lost (1908)
- Lonesome Bar: A Romance of the Lost, and Other Poems (1909)
- In Amber Lands (1910)
- Rhymes of a Rounder. (1912)
- The Fool of Joy (1918)
- Roundabout Rhymes (1923)
- The Complete Poems of Tom MacInnes (1923)
- High Low Along: A Didactic Poem (1934)
- In the Old of My Age (1947)

### Prosa
- Chinook Days (1926)
- Oriental Occupation of British Columbia (1927)
- The Teaching of the Old Boy (1927)